# Muzeum wina w Paryżu
Muzeum wina w Paryżu (j. franc. Musée du Vin) – muzeum w Paryżu, w 16. dzielnicy, znajdujące się niedaleko wieży Eiffla, po przeciwnej stronie Sekwany.

## Historia i opis miejsca

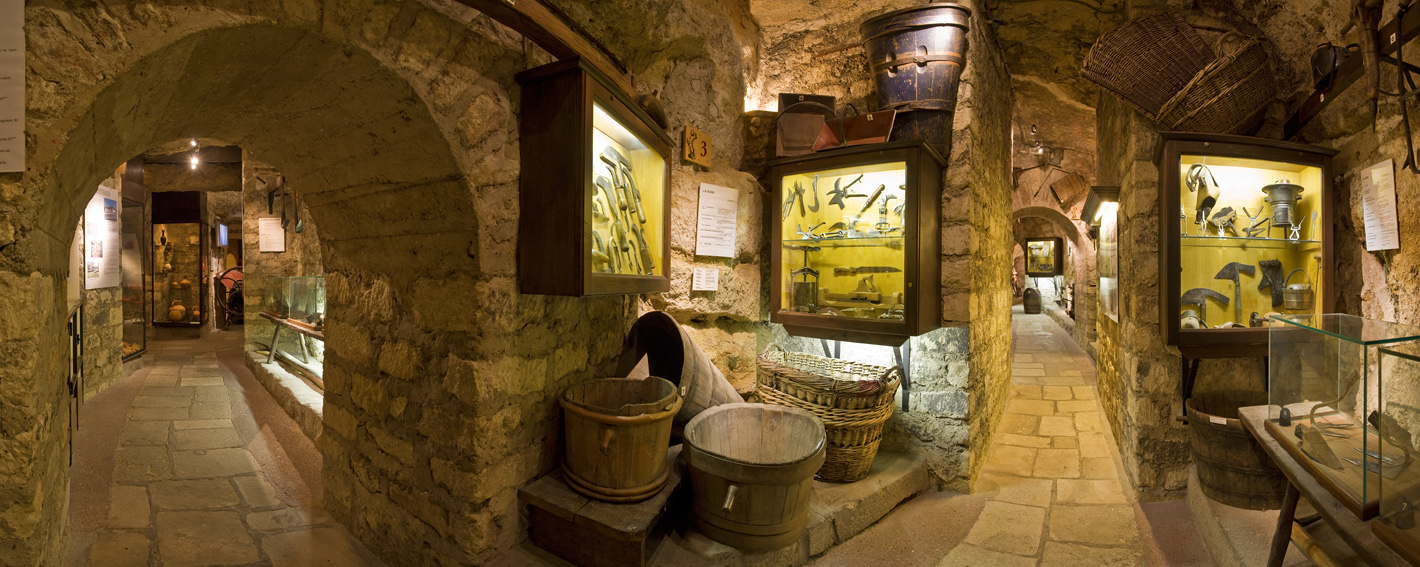
Piwnice pomieszczenia muzeum

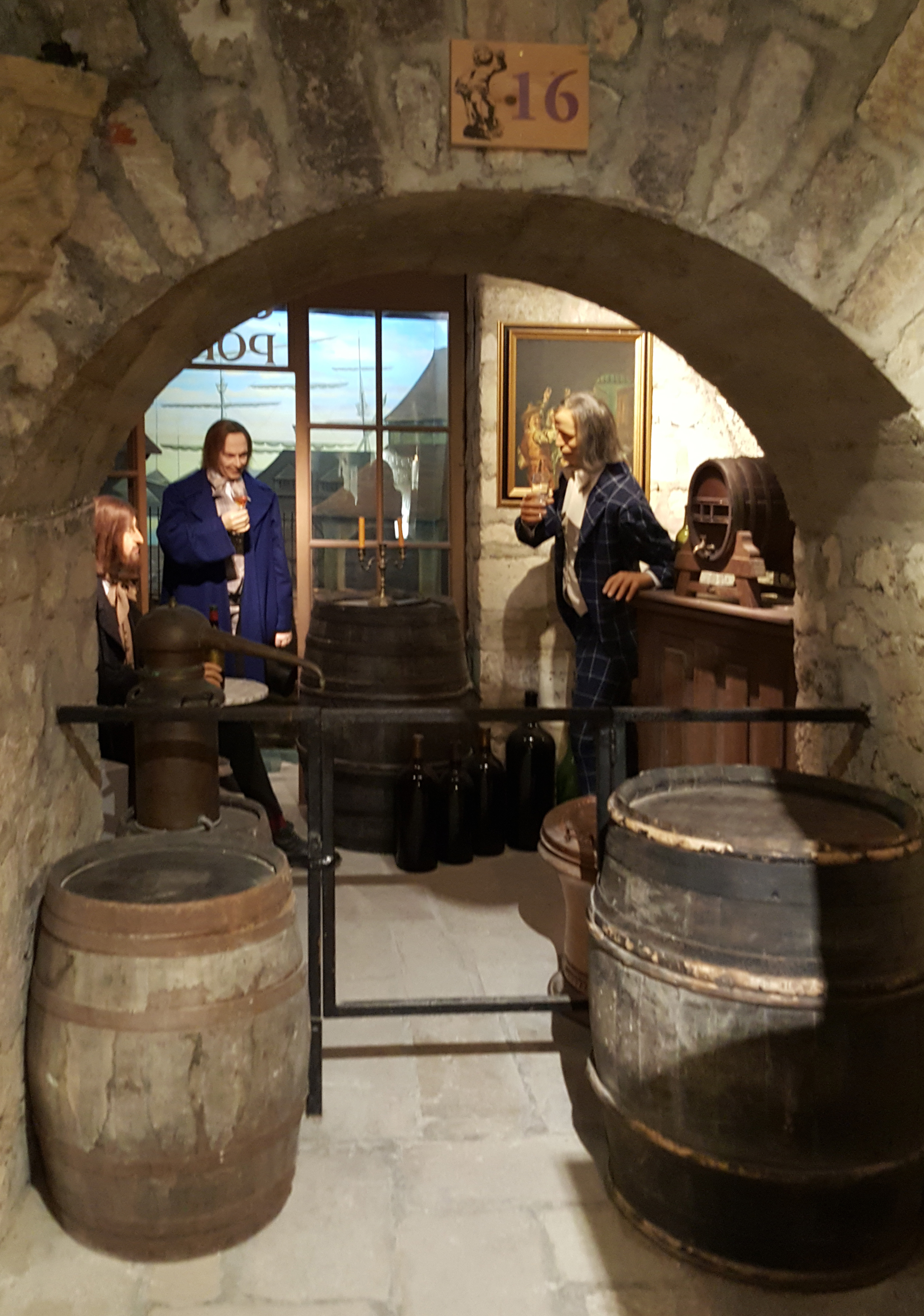
Degustacja wina

Muzeum znajduje się w dawnych kamieniołomach wapiennych czynnych w tym miejscu od XIII do XVIII wieku. Wydobywany tu kamień wykorzystywano do budowy Paryża. Wapień wydobywany był z dolnej części warstwy geologicznej, tworząc tunele i naturalne sale usianymi kolumnami wspierającymi strop wyrobiska. Przed wejściem do muzeum zachowała się z tego okresu studnia wypełniona wodami podziemnymi, będącymi jednocześnie wodami mineralnymi, których kilka źródeł znajdowało się w rejonie Passy (obecna "la rue des Eaux"). Wody mineralne miały szczególne znaczenie i upodobanie w XVIII wieku, wśród ówczesnej elity Paryża oraz wśród pisarzy i artystów.
Pomieszczenia muzealne znajdują się w dawnych pomieszczeniach trzech piwnic, wykorzystywanych w XVI i XVII wieku przez zakonników do przechowywania wina. Zakonnikami byli bracia najmniejsi zwani Minimitami i zamieszkiwali klasztor, którego budowę rozpoczęto w 1493 roku z inicjatywy Franciszka z Paoli a za zgodą i pomocą króla Ludwika XI i królową Annę z Bretanii. Klasztor otaczały ogrody i tarasy schodzące do Sekwany, na których zboczach rosły winorośle. Z nich, mnisi wytwarzali lekkie czerwone wino "clairet", chętnie pite przez Ludwika XIII. Ślady tej winnej tradycji można zauważyć w nazwach pobliskich ulic: "rue Vineuse" czy "rue des Vignes". Podczas rewolucji francuskiej klasztor został opuszczony a budynki zniszczone.
W XX wieku, w latach pięćdziesiątych piwnice były wykorzystywane przez restauracje znajdującej się na wieży Eiffla, jako miejsce przechowywania wina. W 1984 roku piwnice zostały nabyte przez "Conseil des Echansons de France", stowarzyszeniu zajmującym się promocją najlepszych win francuskich. Za ich sprawą w piwnicach zostało otwarte Muzeum Wina.

## Zbiory
Kolekcja muzealna składa się z ponad 2200 eksponatów związanych z winem, jego produkcją i historią. Na zbiór składają się kolekcje korkociągów, butelek, kieliszków, ceramiki, przedmiotów garncarskich, przedmiotów liturgicznych, rzeźb patrona winiarzy św. Wincentego, informacje oraz eksponaty związane z winobraniem, bednarstwem oraz enologią. W muzeum znajdują się również figury woskowe znanych Francuzów, znanych z zamiłowania do wina. W licznych gablotach ściennych znajdują się informacje na temat uprawy winorośli, można poznać tradycje sporządzania oraz spożywania wina na różnych terytoriach – regionach, krajach czy kontynentach. W muzeum organizowane są również specjalistyczne konferencje, seminaria oraz szkolenia a w tym samym budynku znajduje się restauracja Les Echansons.
Muzeum co roku odwiedza blisko 30 000 osób.